# Miller (Missouri)
Miller è un comune degli Stati Uniti d'America, situato nello Stato del Missouri, nella contea di Lawrence.